# تفاف كناري
التِفاف الكناري  نوع نباتي حولي يتبع جنس التِفاف من الفصيلة النجمية.

## البيئة والانتشار
موطنه جزر الكناري.،

## الوصف النباتي
نبات عشبي حولي له أشواك.